# 새롬동
새롬동(Saerom-dong)은 세종특별자치시에 설치된 법정동 및 행정동이다. 행정중심복합도시 2-2 생활권에 위치한다.

## 지명 유래
'생생하고 산뜻한 느낌'이 있는 주거 지역이라는 뜻으로 지어졌다. 2012년 6월 30일까지 충청남도 연기군 남면 나성리와 송원리 일부, 공주시 장기면 당암리 일부였다. 새롬동에 위치한 아파트에 붙은 이름은 "새뜸마을"이다.

## 법정동
| 법정동  | 통         | 생활권    | 옛 행정 구역                              | 비고 |
| ------- | ---------- | --------- | ----------------------------------------- | ---- |
| 새롬동  | 새롬1~27통 | 2-2생활권 | 연기군 남면 나성리·송원리와 장기면 당암리 |      |
| 1법정동 | 27통       |           |                                           |      |